# Postemmalocera
Postemmalocera är ett släkte av fjärilar. Postemmalocera ingår i familjen mott.
Kladogram enligt Catalogue of Life:
| Postemmalocera | \| \| Postemmalocera cuprella \| \| \| \| \| \| Postemmalocera palaearctella \| \| \| \| |
|                | \| \| Postemmalocera cuprella \| \| \| \| \| \| Postemmalocera palaearctella \| \| \| \| |
|                | Postemmalocera cuprella                                                                  |
|                |                                                                                          |
|                | Postemmalocera palaearctella                                                             |
|                |                                                                                          |

## Bildgalleri

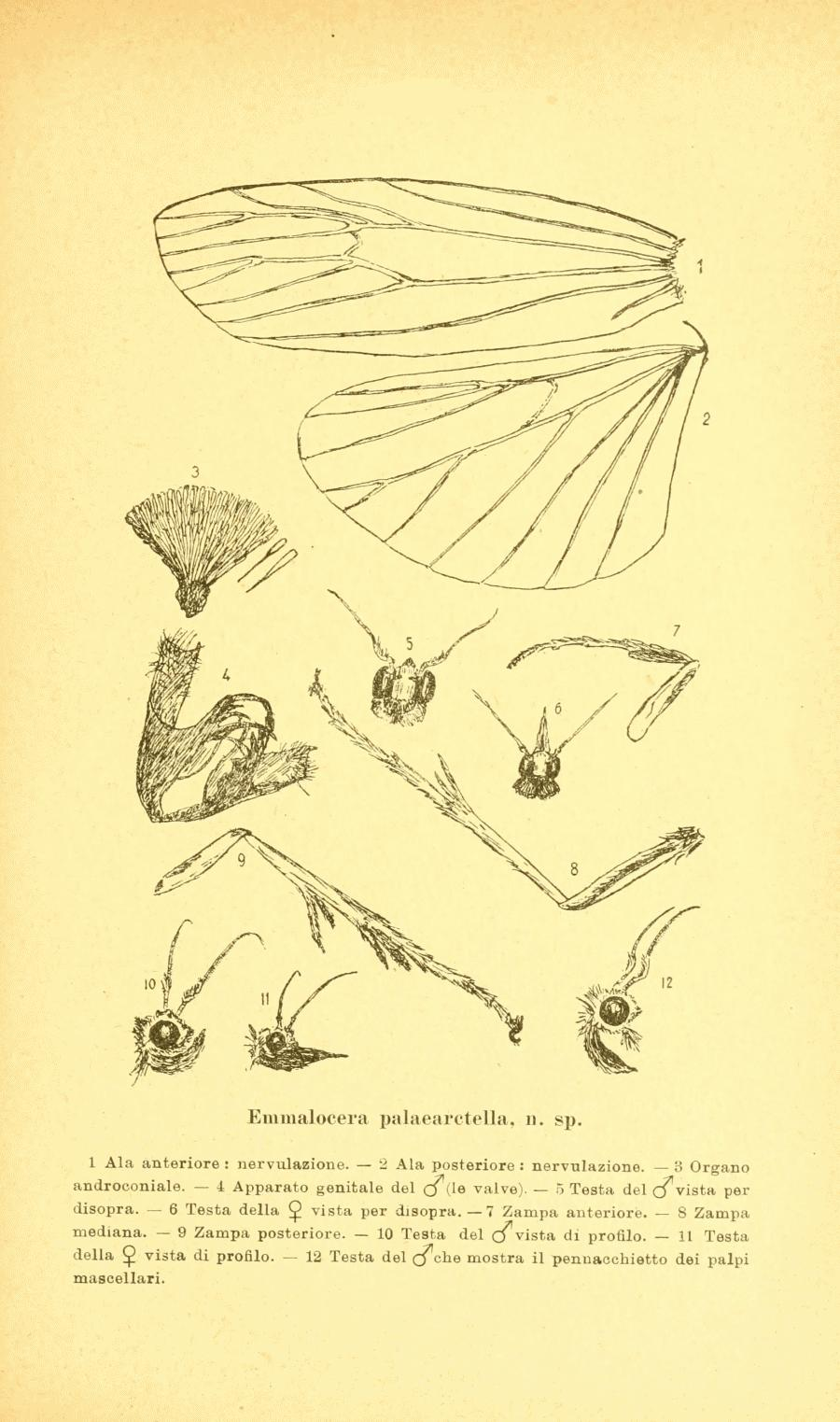